# Karl Gerhard Larsson
Karl Gerhard Larsson, även kallad Kalle Tavla, född 27 oktober 1931 i Edefors församling, död 10 januari 2004 i Nacka, var en svensk konstnär och vissångare.

## Biografi
Karl Gerhard Larsson föddes och växte upp i Harads i Edefors socken. Larsson var autodidakt. Han målade i en kubistisk stil. Motiven hämtades från norrländsk och samisk mytologi med inslag av naturlyrik, kristendom och den moderna människans plats i tillvaron. På senare år blev hans måleri alltmer visionärt och nonfigurativt. Han spelade in EP-skivor och en LP-skiva Modellen 1968 med egna kompositioner. LP-skivan väckte uppståndelse då omslaget var det första i Sverige med en avbildad naken kvinna. Vid sidan av måleriet designade han kläder, byggnader och möbler. Flera av hans konstverk finns i offentlig miljö såsom banker, kommunala inrättningar och länsresidenset i Luleå samt i privata samlingar. Han avled 2004.

## Diskografi
- Luleälven / Om bara någon lyssnar / Älskar dej / Kom lilla guldfisk EP (1961)
- Höstens sång / Å, lilla kanin / Lilla bi, lilla ros / Som havet EP (1963)
- Du var natt, du var dag/Gå ej förbi  EP (1964)
- En sommarvals / Drömmen om dig EP (1968)
- Till Bibbilimick / En sommarkväll EP (1968)
- Modellen LP (1968)
- Solvej-Solvej/ Sov nu barnet EP (1968)